# 約翰·尼科爾·歐文
約翰·尼科爾·歐文二世（英語：John Nichol Irwin II，1913年12月31日—2000年2月28日），是冷戰時期美國外交官和律師。第二次世界大戰期間，作為道格拉斯·麥克阿瑟將軍的參謀人員在太平洋陸軍服役，並晉升為中校。

## 平生
1913年12月31日出生於愛荷華州基奧卡克。從福坦莫大学法学院畢業後，成為律師，最後在帕特森、贝尔纳普和韦伯擔任律師。
歐文是最後一位擔任美國國務院第二級職務美国次国务卿（1970年-1972年）。1972年，接替副国务卿職務，成為第一位擔任美國副國務卿擔任該職務直至1973年2月1日。
歐文辭去副國務卿職務，出任美國駐法國大使。
1973年，歐文從Greene Cattle Company 手中購買位於亞利桑那州塞利格曼附近的Luis Maria Baca Grant No. 5，也稱為ORO牧場。1977年，歐文購買加州特雷斯皮諾斯附近的奎恩薩貝牧場。
歐文於2000年2月28日在康乃狄克州紐黑文去世，享年86歲。